# Mycetophila impellans
Mycetophila impellans är en tvåvingeart som först beskrevs av Oskar Augustus Johannsen 1912.  Mycetophila impellans ingår i släktet Mycetophila och familjen svampmyggor. Inga underarter finns listade i Catalogue of Life.